# Susana Costa
Susana Cristina Saíde da Costa (Setúbal, 22 de septiembre de 1984) es una atleta portuguesa especializada en triple salto.
En 2014 compitió en el Campeonato Europeo de Atletismo, donde obtuvo la octava posición. También participó en los Juegos de la Lusofonía de 2006 y en el XV Campeonato Iberoamericano de Atletismo, habiendo obtenido respectivamente las medallas de plata y oro. Representó a la Academia Fernanda Ribeiro y a la sección de atletas olímpicos del Sport Lisboa e Benfica.

## Carrera
Susana Costa debutó como atleta en el Campeonato Iberoamericano de Atletismo de 2004 que se celebró en la ciudad española de Huelva, marcando su primer triple salto con 12,91 m., que le valió un más que merecido sexto puesto. En 2006 ganó la medalla de plata detrás de la brasileña Tânia da Silva en los Juegos de la Lusofonía, celebrados en Macao, con una marca de 12,46 m. Al año siguiente participó en el Campeonato Europeo de Atletismo en Pista Cubierta que se celebró en la ciudad británica de Birmingham, donde acabó siendo eliminada en la clasificación, al haber quedado duodécima, con 13,43 m.
En 2012 ganó el XV Campeonato Iberoamericano de Atletismo celebrado en Barquisimeto (Venezuela) al lograr un salto de 13,78 m. También se clasificó dicho año para el Campeonato Europeo de Atletismo de Helsinki (Finlandia), donde quedó fuera de la fase final (decimotercera en la clasificación) al saltar 13,99 m., marca que pese a desclasificarla fue la mejor a nivel profesional de su carrera hasta entonces. En 2013 tampoco pudo clasificarse en el Campeonato Europeo de Atletismo en Pista Cubierta celebrado en la ciudad sueca de Gotemburgo, repitiendo un duodécimo puesto y 13,74 de marca.
En 2014 pasó a la final del Campeonato Europeo de Atletismo de Zúrich, donde terminó octava con un salto de 13,78 m. En 2015 participó en el Campeonato Europeo de Atletismo en Pista Cubierta de Praga, donde volvió a quedarse fuera de la final, en decimocuarto lugar y un salto de 13,78 metros. Sin embargo, su peor registro fue tiempo después en el Campeonato Mundial de Atletismo que se celebró en el Estadio Nacional de Pekín, donde los tres saltos que intentó fueron nulos, siendo eliminada.
En su primera participación olímpica en Río 2016, conseguiría pasar la clasificación al quedar undécima tras lograr en los tres saltos posibles cifras válidas de 13,70, 13,72 y la más alta (a la tercera) de 14,12. Esa misma cifra sería la que alcanzaría en la fase final al tercer salto, tras quedar invalidados los dos primeros. Costa quedaría novena en la general, en una categoría de triple salto que ganó la colombiana Caterine Ibargüen.
En 2017 participó en el Campeonato Europeo de Atletismo en Pista Cubierta de Belgrado y en el Campeonato Mundial de Atletismo celebrado en Londres. Consiguió la misma marca en ambas, 13,99 m., que le valió respectivamente los puestos séptimo y undécimo.
En 2018 destacó por participar en tres competiciones de alto nivel: los Juegos Mediterráneos, celebrados en Tarragona (España), donde quedó en quinto lugar (marca de 13,81 m.); en el Campeonato Europeo de Atletismo de Berlín, donde fue undécima (marca de 13,97 m.); y en el XVIII Campeonato Iberoamericano de Atletismo celebrado en la ciudad peruana de Trujillo, donde se alzó con la medalla de plata, tras la colombiana Yosiris Urrutia, con un salto de 13,76 metros.
En 2019, en el Campeonato Europeo de Atletismo en Pista Cubierta de Edimburgo volvía a dar su mejor imagen, con un salto de 14,43 metros que, pese a mejorar de lejos su marca, la dejó en un quinto puesto. Posteriormente, en el Campeonato Mundial de Atletismo de Doha (Catar) quedó en el vigésimo puesto de la clasificación, con 13,77 metros.

## Resultados por competición

### Por temporada
| Representando a Portugal | Representando a Portugal                          | Representando a Portugal | Representando a Portugal | Representando a Portugal |
| ------------------------ | ------------------------------------------------- | ------------------------ | ------------------------ | ------------------------ |
| Año                      | Competición                                       | Lugar                    | Puesto                   | Marca                    |
| 2004                     | Campeonato Iberoamericano de Atletismo            | Huelva                   | 6.ª                      | 12,91 m.                 |
| 2006                     | Juegos de la Lusofonía                            | Macao                    | 2.ª                      | 12,46 m.                 |
| 2007                     | Campeonato Europeo de Atletismo en Pista Cubierta | Birmingham               | 12.ª (q)                 | 13,43 m.                 |
| 2012                     | Campeonato Iberoamericano de Atletismo            | Barquisimeto             | 1.ª                      | 13,78 m.                 |
| 2012                     | Campeonato Europeo de Atletismo                   | Helsinki                 | 13.ª (q)                 | 13,99 m.                 |
| 2013                     | Campeonato Europeo de Atletismo en Pista Cubierta | Gotemburgo               | 12.ª (q)                 | 13,74 m.                 |
| 2014                     | Campeonato Europeo de Atletismo                   | Zúrich                   | 8.ª                      | 13,78 m.                 |
| 2015                     | Campeonato Europeo de Atletismo en Pista Cubierta | Praga                    | 14.ª (q)                 | 13,78 m.                 |
| 2015                     | Campeonato Mundial de Atletismo                   | Pekín                    | -                        | NM                       |
| 2016                     | Campeonato Europeo de Atletismo                   | Ámsterdam                | 5.ª                      | 14,34 m.                 |
| 2016                     | Juegos Olímpicos                                  | Río de Janeiro           | 9.ª                      | 14,12 m.                 |
| 2017                     | Campeonato Europeo de Atletismo en Pista Cubierta | Belgrado                 | 7.ª                      | 13,99 m.                 |
| 2017                     | Campeonato Mundial de Atletismo                   | Londres                  | 11.ª                     | 13,99 m.                 |
| 2018                     | Juegos Mediterráneos                              | Tarragona                | 5.ª                      | 13,81 m.                 |
| 2018                     | Campeonato Europeo de Atletismo                   | Berlín                   | 11.ª                     | 13,97 m.                 |
| 2018                     | Campeonato Iberoamericano de Atletismo            | Trujillo                 | 2.ª                      | 13,76 m.                 |
| 2019                     | Campeonato Europeo de Atletismo en Pista Cubierta | Edimburgo                | 5.ª                      | 14,43 m.                 |
| 2019                     | Campeonato Mundial de Atletismo                   | Doha                     | 20.ª (q)                 | 13,77 m.                 |

### Mejores marcas
| Disciplina                    | Marca (m.) | Lugar   | Fecha               |
| ----------------------------- | ---------- | ------- | ------------------- |
| Triple salto (exterior)       | 14,35      | Londres | 5 de agosto de 2017 |
| Triple salto (pista cubierta) | 14,15      | Glasgow | 3 de marzo de 2019  |